# 사역원
사역원(司譯院)은 조선 태조 2년(1393년)에 설립된 외국어 교육 기관이자 통·번역 사무와 실무를 맡던 관청이다. 고려 시대 명칭이었던 통문관(通文館), 상원(象院)이란 별칭으로도 불렀다.
한학(漢學)·여진학(女眞學)·몽학(蒙學)·왜학(倭學)을 정식으로 취급하였다. 여진학은 청나라가 된 후에는 청학(淸學)이라고도 하였다. 국제관계에서 통역·번역에만 종사하였을 뿐 아니라 중국을 거쳐 오는 과학·기술의 이해에서도 사역원을 통하였고, 중국 방면에 가서 직접 과학·기술 공부에 역관(譯官)들이 활동한 예도 많다.
오늘날 국립외교원의 업무를 일부 수행하였다.

## 청사

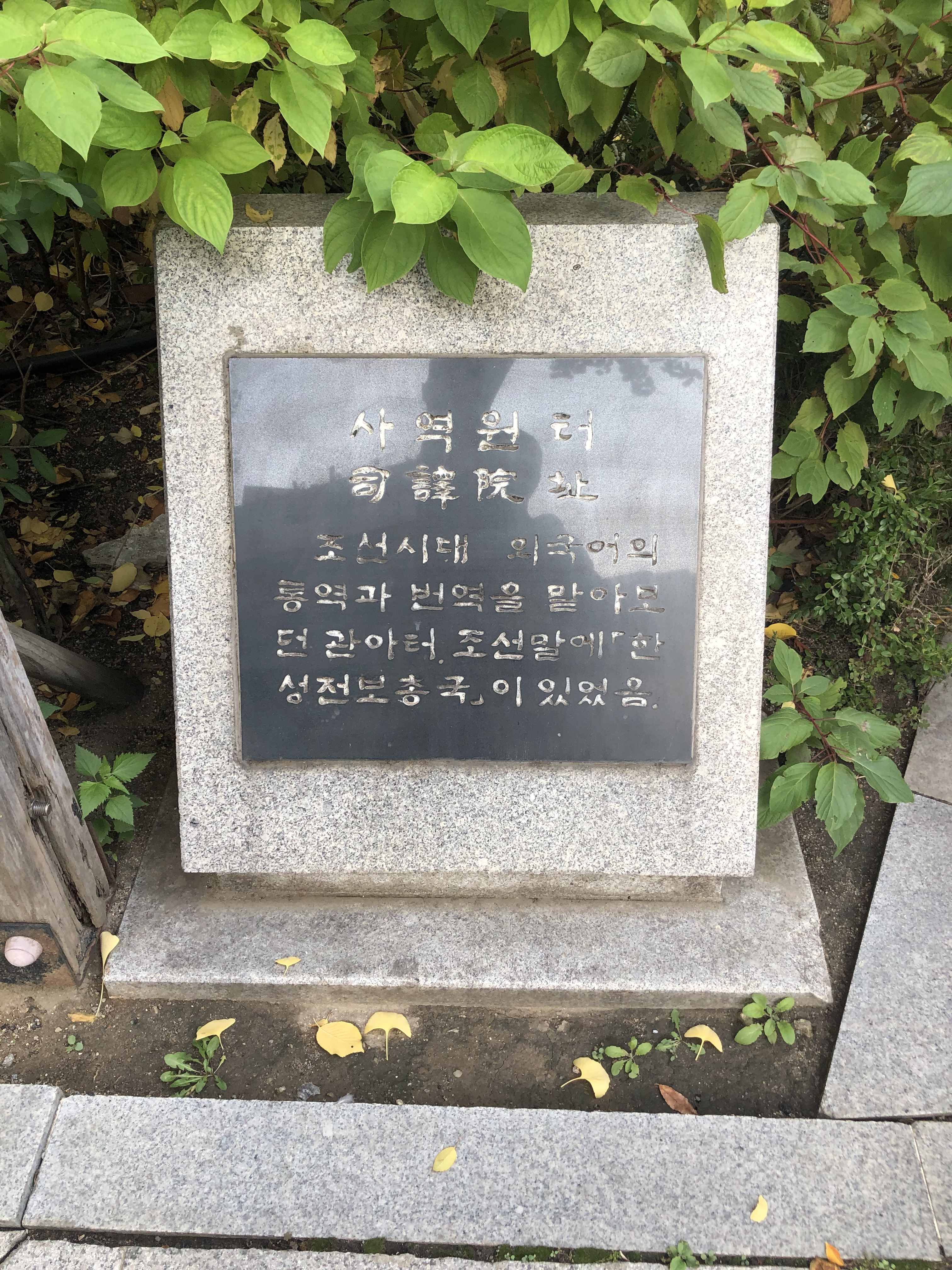
사역원터에 세워진 표지석

사역원 청사는 현재 서울특별시 세종로에 있는 세종문화회관 서편의 종로구 세종로 81-7 지역에 자리하고 있었다. 사역원 관원이 근무하는 대청(大廳), 누각인 열천루(冽泉樓), 훈상당상청, 상사당상청, 한학전함청 등 20여 동의 건물로 구성되어 있었다. 특히 대청 건물의 규모가 다른 관청과 비교할 때 큰 편에 속했기 때문에 실록 편찬 등의 국가 주요 사업 또는 행사에 사역원 청사가 자주 활용되었다.

## 관직
| 품계       | 작위명                 | 인원 | 비고 |
| ---------- | ---------------------- | ---- | --- |
| 정3품      | 정(正)                 | 1원  | 한학(漢學: 중국어) 전공자로 한정됐다.                                                                                |
| 종3품      | 부정(副正)             | 1원  | 《속대전》에서 폐지됐다.                                                                                             |
| 종4품      | 첨정(僉正)             | 1원  | |
| 종5품      | 판관(判官)             | 2원  | 《속대전》에서 1원으로 감원됐다.                                                                                     |
| 종6품      | 주부(主簿)             | 1원  | |
| 종6품      | 한학교수(漢學敎授)     | 4원  | 2원은 역관이 맡고, 2원은 문관이 겸직했다. 실질적인 훈도 교육을 담당했다. 외국 사신과 대화할 수 있는 사람을 선출했다. |
| 종7품      | 직장(直長)             | 2원  | 《속대전》에서 1원으로 감원됐다.                                                                                     |
| 종8품      | 봉사(奉事)             | 3원  | 《속대전》에서 2원으로 감원됐다.                                                                                     |
| 정9품      | 부봉사(副奉事)         | 2원  | |
| 정9품      | 한학훈도(漢學訓導)     | 4원  | 2원은 전직 교회(敎誨) 중 본청에서 권점으로 지정했다. 실질적인 훈도 교육을 담당했다. 문관이 임명되기도 했다.          |
| 정9품      | 왜학훈도(倭學訓導)     | 2원  | |
| 정9품      | 여진학훈도(女眞學訓導) | 2원  | 현종 때 청학훈도(淸學訓導)로 개칭했다.                                                                               |
| 정9품      | 몽학훈도(蒙學訓導)     | 2원  | |
| 종9품      | 참봉(參奉)             | 2원  | |
| 이속(吏屬) | 서리(書吏)             | 6인  | 《대전통편》에서 서원(書員)으로 낮추고 4인으로 감원했다.                                                             |
| 이속(吏屬) | 사령(使令)             | 8인  | |

## 참고자료
- 디지털 한글박물관 보관됨 2010-01-26 - 웨이백 머신
- 문화컨텐츠닷컴-역관
- 한국학중앙연구원-한국역대인물종합정보시스템